# Lithacodia plurioculata
Lithacodia plurioculata là một loài bướm đêm trong họ Noctuidae.